# Skorpion (Maschinenpistole)
Die Skorpion-Maschinenpistole (tschechische Schreibweise: Škorpion) ist eine Klein-Maschinenpistole aus tschechoslowakischer Produktion, die mit den Modellbezeichnungen vz. 61, 64, 65 und 68 hergestellt wurde. vz. steht dabei für vzor, auf Deutsch Entwurfsmuster oder Modell. Sie wurde von Česká zbrojovka in Uherský Brod ab 1963 gefertigt und an die Polizei-, Sicherheits- und Streitkräfte des Landes ausgeliefert. In geringem Umfang wurde die Waffe auch an Länder des Ostblocks und Afrikas geliefert. In Jugoslawien wurde das Erstmodell unter der Bezeichnung Klein-MPi Modell 61 in Lizenz produziert.

## Beschreibung
Maschinenpistolen dieser Modellreihe sind aufschießende Rückstoßlader mit feststehendem Lauf und unverriegeltem Masseverschluss. Um die Kadenz herabzusetzen, wird der Verschluss am Ende des Rücklaufes durch einen von ihm betätigten Verzögerungsmechanismus kurzzeitig zurückgehalten. Die Munition im Kaliber 7,65 wurde ursprünglich aus leicht gebogenen Kurvenmagazinen zugeführt. Bei Varianten für 9-mm-Munition wurden Stangenmagazine verwendet. Der Magazinschacht befindet sich vor dem Abzugsbügel. Linksseitig – über dem Griffstück – befindet sich der Kombinationsschalter, mit dem die Waffe gesichert und entsichert wird und an dem zwischen Einzel- und Dauerfeuer umgeschaltet werden kann. Mit dem Verschlussknopf an beiden Seiten des Gehäuses wird die Waffe gespannt. Die für die unterschiedlichen Patronentypen eingerichteten Modelle unterscheiden sich in ihren Leistungsparametern und einigen konstruktiven Merkmalen.
Die Waffen wurden wegen ihres geringen Gewichts und der kompakten Bauweise in den 1970er- und 1980er-Jahren in kriminellen Kreisen geschätzt und galten dort als Statussymbol. Personenschützer setzten die Skorpion verdeckt ein, indem sie in einen Aktenkoffer verbaut war und sich durch einen Hebel an der Außenseite betätigen ließ.
Die Skorpion verschießt folgende Munition:
- Modell 61: 7,65 × 17 mm HR
- Modell 64: 9 × 17 mm
- Modell 65: 9 × 18 mm
- Modell 68: 9 × 19 mm

Daraus resultieren unterschiedliche Leistungskennwerte bei Mündungsgeschwindigkeit, Mündungsenergie, theoretischer Feuergeschwindigkeit und der Masse im geladenen oder ungeladenen Zustand. Für das Modell 68 steht neben den Magazinen mit 10 oder 20 Schuss Kapazität auch ein Magazin für 30 Patronen zur Verfügung. Beim Schießen im Einzelfeuermodus wird die Waffe wie eine Selbstladepistole gehandhabt. Dauerfeuer wird mit abgeklappter Schulterstütze oder angesetzten Holzkolben geschossen. Im Griffstück befindet sich ein Verzögerer, der den Rückstoß dämpft und die Waffe stabilisiert. Hierdurch erhöht sich die Treffgenauigkeit bei kurzen Feuerstößen. Da sich somit die Feuergeschwindigkeit verringert, bleibt der Munitionsverbrauch im vertretbaren Rahmen. Durch unterschiedlich starke Druckfedern im Verzögerungsmechanismus (hinter der großen Schraube in der Griffschale unten) lässt sich die Feuergeschwindigkeit in gewissen Grenzen variieren. Eine härtere Feder ergibt eine niedrigere, eine weichere Feder dagegen eine höhere Feuergeschwindigkeit.
Die Visiereinrichtung besteht aus festem Korn und Klappkimme, die sich auf 75 m und 150 m, beim Modell 68 sogar auf 250 m einstellen lässt. Für Dunkelheit gibt es ein Zusatzvisier. Die Skorpion kann mit einem Schalldämpfer ausgerüstet werden. Wird die Waffe als Selbstladepistole benutzt, beträgt die günstigste Einsatzschussweite 50 m, als Maschinenpistole bis zu 250 m.
Die Skorpion lässt sich ohne Werkzeug zerlegen. Nach dem Entfernen des Magazins, der Schulterstütze und der beiden Knäufe zum Spannen des Verschlusses schwenkt das Gehäuse samt Lauf über einen Bolzen nach unten und der Verschluss kann herausgenommen werden. Unter den verschiedensten Bedingungen gilt die Maschinenpistole Skorpion als eine zuverlässig funktionierende Waffe.

## Technische Daten
| Kenngröße                          | Modell 61                  | Modell 68                     |
| ---------------------------------- | -------------------------- | ----------------------------- |
| Kaliber                            | 7,65 mm                    | 9 mm                          |
| Patrone                            | 7,65 × 17 mm HR            | 9 × 19 mm                     |
| v0                                 | 320 m/s                    | 400 m/s                       |
| Züge und Richtung                  | 6/r                        | 6/r                           |
| Lauflänge                          | 115 mm                     | 115 mm                        |
| Länge der Waffe                    | 270 mm                     | 305 mm                        |
| bei abgeklappter Schulterstütze    | 522 mm                     | 595 mm, 565 mm*               |
| Visierschussweite                  | 150 m                      | 250 m                         |
| Einsatzschussweite                 | 200 m                      | 250 m                         |
| Feuergeschwindigkeit               | 750 S/min                  | 750 S/min                     |
| Munitionszuführung                 | Kurvenmagazin 10/20 Schuss | Kurvenmagazin 10/20/30 Schuss |
| Masse mit vollem 20-Schuss-Magazin | 1,55 kg                    |                               |
| Masse mit vollem 10-Schuss-Magazin | 1,45 kg                    |                               |
| Masse ohne Magazin                 | 1,30 kg                    | 2,03 kg, 2,12 kg Anm.         |